# Oreneta fanti
L'oreneta fanti (Psalidoprocne obscura) és una espècie d'ocell de la família dels hirundínids (Hirundinidae). Es troba a l'Àfrica Occidental. Habita la sabana seca, els herbassars secs tropicals i subtropicals i els cursos d'aigua. El seu estat de conservació es considera de risc mínim.